# ساموراي تشامبلو
ساموراي تشامبلو(サムライチャンプルー) هو مسلسل أنمي ياباني طور من قبل مانغلوب. كان فيه فريق عمل بقيادة المخرج شينيتشيرو واتانابي، مصمم الشخصيات كازوتو ناكازاوا والمصمم المياكانيكي ماهيرو مايدا.ساموراي تشامبلوو كان العمل الإخراجي الأول لواتانابي كسلسلة تلفيزيونية بعد العمل كاوبوي بيباب. تم عرضه للمرة الأولى في اليابان على تلفزيون تلفزيون فوجي في 20 أيار عام 2004 واستمر ل 26 حلقة حتى نهايته في 19 آذار عام 2005.
تجري احداث ساموراي تشامبلوو في بيئة مغايرة لبيئة حقبة ايدو في اليابان، مع العديد من المفارقات التاريخية وسيطرة واضحة لثقافة موسيقى الهيب هوب.
المسلسل يتتبع موجين: سياف وقح ومتشرد ومحب للحرية، جين: ساموراي رزين ومنظم بدون قائد، وفوو: فتاة شجاعة طلبت منهم مرافقتها في رحلتها عبر اليابان لايجاد الساموراي الذي تفوح منه رائحة عباد الشمس.
مثل مسلس Cowboy Bebop فقد حظي ساموراي تشامبلوو على القبول النقدي وتم دبلجة السلسلة إلى اللغة الإنجليزية من قبل Geneon Entertainment من اجل اصدارها في أمريكا الشمالية.ثم بدأت Funimation Entertainment بترخيص السلسلة بعد توقف الشركة عن العمل على السلسلة، وقد تم ترخيصها أيضا من اجل اصدارها بالإنجليزية في المملكة المتحدة من قبل MVM films وفي أستراليا ونيوزلندا من قبل Madman Entertainment.

## القصة
امرأة شابة تدعى فوو تعمل نادلة في محل للشاي تمت اهانتها ومعاملتها بشكل سيء من قبل عصابة من الساموراي. ثم انقذها وغد متشرد غامض يدعى موجين وساموراي منفرد شاب يدعى جين، بعدها موجين هاجم جين عندما اكتشف انه جدير بان يكون خصما. وهم يتقاتلون تسببو بموت شيبوي تومونوشينا ابن الإقطاعي لذا كان يجب ان يتم اعدامهم نتيجة لهذه الجريمة، ولكن بقليل من المساعدة من فوو تمكنوا من الهرب ثم سألتهم فوو ان ينضموا اليها من اجل البحث عن الساموراي الذي يفوح برائحة عباد الشمس.
توظف سلسلة ساموراي تشامبلوو اثناء احداثها خليطا من الملابسات والظروف التاريخية لحقبة ايدو مع انماط واشارات عصرية. يعتمد المسلسل على احداث واقعية حدثت في حقبة الايدو، مثل ثورة شيمبارا، الخصوصية الهولندية في فترة عرفت بمحدودية العلاقات الاجنبية اليابانية، رسومات ال Ukiyo-e التي اشتهرت في فترة الايدو ونسخ خيالية عن شخصيات كانت حية فعلا على ارض الواقع في حقبة الايدو مثل ماريا انشيرو ومياموتو موساشي.البعد الزمني الفعلي للمسلسل في التاريخ الحقيقي غير محدد بوضوح تام وتدور حوله الاسئلة، وعلى اية حال يبدو وكانه قد تم تشويهه، وكمثال على هذا ظهور المسدس ذو العجلة الدوارة في إحدى الحلقات يفترض ان احداث المسلسل تحدث بعد عام 1814 لانه تم اختراع نمط الاسلحة ذاك في هذا التاريخ، بينما يتعارض هذا مع ما يذكر في حلقة أخرى بان العلاقات بين اليابان وشركة الهند الهولندية موجودة، وهي في الواقع الحقيقي تم الغاؤها منذ 1798 وايضا الساموراي الذي يفوح برائحة عباد الشمس يتم ذكره على اساس انه عضو من ثورة شيمبارا والتي هي في الواقع حدثت بين عامي 1637 و 1638 وهذا ما يتضارب مع استخدام سلاح يعود لتاريخ 1814.
بالإضافة إلى هذا تم دمج العديد من العناصر التي تعود لعصرنا الحديث مثل ثقافة الهيب هوب والموسيقى السريعة.
موسيقى المسلسل تتألف في الاعم الاغلب من الهيب هوب، وقد تم تقديمها من قبل تسوتشي، نوجابيس، فات جونس، وفورس اوف نيتشر (قوة الطبيعة). شينغ 02 ومينمي تم اشراكهم في اغنيتي البداية والنهاية.

## الشخصيات
يروي مسلسل ساموراي تشامبلوو احداث قصة ثلاثة غرباء من فترة توكوغاوا (التي تعرف باسم حقبة ايدو)يقومون بالترحال عبر اليابان.
- موجين  : شاب وقح ومجازف وعدواني ومتشرد من مستعمرة متعرضة للعقوبات تدعى جزر ريوكيو.[1][2][3] موجين شاب عمره 20 سنة متسكع بلا هدف ويتمتع باسلوب قتال فطري خارج عن المألوف. بصفاته التي يملكها وهي الوقاحة والدعارة وعدم التهذيب وانكار أي دين أو مذهب اخلاقي لا يمثل موجين شخصية البطل المعتادة.موجين شغف بالقتال ولديه ميل لاختلاق الشجار والقتال من اسباب واهية.و هو أيضا زير نساء حيث يظهر احيانا في بعض الحلقات ان شهوته الجنسية تدفعه إلى اظهار أفضل المهارات لديه.يرتدي صندلا يابانيا من الخشب والمعدن ويحمل على كتفه سيفا ملفتا للانتباه.اسمه في اللغة اليابانية يعني (بلا حدود)، وقد كان قرصانا في السابق، تميمة الحظ خاصته هي ديك.
- جين  : هو رونين منفرد عمره 20 عاما يحمل نفسه على اتباع قواعد أخلاق الساموراي السائدة في منطقة توكوجاوا.باستخدام الدايشو المربوط إلى وسطه، يقاتل بأسلوب الكينجتسو التقليدي لساموراي تدرب في دوجو بارز ومشهور.و قد سبق وتم إيهامه من قبل بعض الأفراد في الدوجو نفسه أنه قتل معلمهم في إحدى جلسات التدريب على الدفاع عن النفس.يرتدي نظارات، وهي إكسسوار كان متوفرا ولكنه غير مألوف في حقبة إيدو.نظاراته بهدف الزينة فقط حيث اكتشف موجين ذلك بعد أن أتيحت له الفرصة مرة لينظر من خلالها.مع أنه يصور في الإعلانات على أنه يدخن كيسيرو، إلا أنه لم يستخدمه أبدا في المسلسل.في البطاقات المعنونة طوطمه الخاص هو سمكة كوي.تمت تسميته من إحدى فضائل الساموراي السبع في بوشيدو؛ جين ومعناها الكرم.
- فوو  : فتاة بعمر 15 مفعمة بالحيوية والنشاط، طلبت من موجين وجين أن يرافقانها لإيجاد ساموراي وصفته بأنه يفوح برائحة عباد الشمس.والدها تركها هي ووالدتها لسبب غير معروف، ومن دون مساعدة والدها فوو وأمها عانتا كثيرا من حياة صعبة حتى ماتت والدتها من المرض. بعد عمل غير موفق كثيرا كنادلة وراقصة في مضافة شاي، قامت بإنقاذ جين وموجين من الإعدام ثم جندتهم كحراس شخصيين لها.يرافقها سنجاب طائر يدعى مومو (اختصار مومونغا ومعناها السنجاب الطائر باليابانية), كثيرا ما يقفز خارجا من أجل أن ينقذها. إسمها هو كاركتر الرياح في الأحرف اليابانية.

و ما عدا هذا الثلاثي، العديد من الشخصيات ظهرت مرة أو مرتين فقط خلال المسلسل.

## الحلقات
حلقات سلسلة أنمي ساموراي تشامبلو أنتجت من قبل مانغلوب وتم كتابتها وإخراجها من قبل شينيتشيرو واتانابي.
عرضت أول حلقة من المسلسل على تلفزيون فوجي في اليابان في 20 أيار عام 2004 واستمرت السلسلة 26 حلقة حتى نهايتها في 19 آذار من عام 2005.

## الإنتاج
تعتبر سلسلة ساموراي تشامبلوو بأنها نموذج عن نمط chambara في الأفلام والمسلسلات التلفزيونية.والتي من خصائصها في فترة إيدو التركيز على الساموراي والشخصيات المقاتلة بالسيف، والكثير من المشاهد الدرامية والمثيرة.
كلمة تشامبلوو champloo أتت من كلمة في لغة أوكيناوان (المستخدمة في جزيرة أوكيناوا في اليابان) وهي تشامبورو champuru , وهي تعني وحدها الخلط أو القيام بعمل رديء.
- المخرج: شينيتشيرو واتانابي.
- رئيس الكتاب: شينجي أوبارا.
- تصميم الشخصيات: كازوتو ناكازاوا.
- رئيس الأنيميشن: كازوتو ناكازاوا.
- مصمم الأسلحة: ماهيرو مايدا.
- مخرج الرسم: تاكيشي واكي.
- تصميم الألوان: إيري سوزوكي.
- مخرج التصوير: كازوهيرو يامادا.
- الموسيقى: تسوتشي، Fat Jon .
- إنتاج الأنيميشن: مانغلوب.

## وسائل الإعلام
حلقات سلسلة أنمي «ساموراي تشامبلو» أنتجت من قبل مانغلوب وتم كتابتها وإخراجها من قبل شينيتشيرو واتانابي.
عرضت أول حلقة من المسلسل على تلفزيون فوجي في اليابان في 20 أيار عام 2004 واستمرت السلسلة 26 حلقة حتى نهايتها في 19 آذار من عام 2005. وقد تم عرضها أيضا في اليابان على أنيماكس.

### الأنمي
قامت Geneon قامت بترخيص السلسلة للتوزيع في أمريكا الشمالية قبل عرضها في اليابان بعام. وتم عرض نسخة مدبلجة للإنكليزية في فترة الأنمي على ادلت سويم في 14 أيار 2005.
تم تحوير السلسلة والأصوات غير مؤاتية وسيئة، بالإضافة إلى تقطيع مشاهد التعري والدماء.نهاية العرض الأول للحلقات كان في 18 آذار 2006 على المحطة الرقمية شركة راذر . كما أن السلسلة قد تم عرضها أيضا في المملكة المتحدة، فرنسا، أمريكا اللاتينية، أستراليا، نيوزلندا، المكسيك، البرتغال، أسبانيا وألمانيا. Geneon وبالتعاون مع فنميشن أعادت إطلاق كامل الحلقات ال 26 في مجموعة صندوق في حزيران 2009 وعلى أقراص بلو راي في تشرين الثاني 2009.و في 26 تشرين الثاني لعام 2010 قامت فنميشن بترخيص السلسلة بشكل كامل وأطلقت السلسلة مرة أخرى في خط الكلاسيكيات في 24 أيار 2011.
استخدمت السلسلة ست قطع من الشارات الموسيقية.
- أغنية البداية "Battlecry" وهي نفسها لجميع الحلقات، وقد نفذت من قبل نوجابيس وShing09 .
- و (Shiki no Uta) أو أغنية الفصول الأربعة والتي نفذها نوجابيس وMinmi هي أغنية النهاية الرئيسية ماعدا أربع حلقات.
- الحلقة 12 استخدمت أغنية Minmi وهي"Who's"كشارة النهاية.
- الحلقة 17 استخدمت أغنية "You " نفذها كازامي.
- الحلقة 23 استخدمت "Fly" نفذها تسوتشي.
- الحلقة الأخيرة استخدمت أغنية "San Francisco" نفذها Midicronica .

### المانجا
ظهرت ساموراي تشامبلوو لأول مرة في Shonen ace في آب 2004 وقامت Tokyopop بترخيص السلسلة لإطلاقها باللغة الإنكليزية في أمريكا الشمالية وكذلك فعلت مادمان إنترتنمنت لتطلقها في أستراليا ونيوزلندا.و قد تم ترخيصها أيضا لإطلاقها باللغة البرتغالية والإسبانية في البرازيل وأسبانيا من قبل paninI، وهنالك مجلدان في هذه المانغا.

### تسجيلات الصوت
الموسيقى المستخدمة في السلسلة أطلقت في 4 أقراص CD من قبل فيكتور إنترتنمنت. التسجيل الأول لموسيقى ساموراي تشامبلوو: ماستا أطلق في 24 حزيران 2004 . تم انتاجه من قبل صديق شينيتشيرو واتانبي القديم ال DJ تسوتشي وثنائي الهيب هوب الياباني "Forces of nature", وقد احتوى هذا الألبوم على 18 تسجيل موسيقي وأغنية شعبية بسرعة عزف متوسطة.
موسيقى ساموراي تشامبلوو: ديبارتشر أطلق في نفس التاريخ واحتوى 17 تسجيلا موسيقيا منهما اثنان صوتيان لفنان الراب Shing09 ومغني فرقة R&B مينمي.و تم إنتاج هذا الالبوم من قبل ال DJ والمنتج الياباني Nujabos مع المنتج الأمريكي Fat Non .
ألبوما صوت إضافيان تم إطلاقهما في 22 أيلول 2004 .الأول؛ موسيقى ساموراي تشامبلوو: قائمة التشغيل، يحتوي 18 تسجيل موسيقي كلها منتجة من قبل تسوتشي، منها واحدة فقط صوتية هي أغنية "Fly".و هي منفذة من قبل Azuma Riki من فرقة الهيب هوب.
و التسجيل الأخير؛ موسيقى ساموراي تشامبلوو: امبريشن (تأثير).و هو يحتوي 23 تسجيلا من قبل Forces of nature , Nujabes and Fat Jon.
قدم فنانا الراب سوكين وإس وورد وهما أعضاء من هيئة طوكيو للراب: (Nitro Microphone Underground) استضافة صوتية في هذا الالبوم وأدى مينمي أغنية الألبوم الأخيرة.
في أمريكا الشمالية قدمن جينيون البومان للموسيقى يحويان معظم التسجيلات في الالبومات اليابانية.

### لعبة الفيديو
قامت شركة جراسهوبر مانيوفاكتور بتطوير لعبة فيديو لمنصات بلاي ستيشن 2 معتمدة على سلسلة الأنمي وعنوانها Samurai Champloo : Sidetracked على أن الشركة قالت أن اللعبة ليس لها علاقة بأحداث المسلسل.
الموسيقى أنتجت من قبل ماسافومي تاكادا وجن فوكودا، بينما تمت كتابتها من قبل جويتشي سودا.تم إطلاقها في 23 شباط 2006 في اليابان وفي 11 نيسان 2006 في الولايات المتحدة الاميركية. وقد حصلت على مراجعات مختلطة بين الجيد والسيء.
يلاحظ في اللعبة إعطاء سيف موجين المميز اسما وهو «انتفاخ الاعصار»، مع انه لم يعط اسما كهذا في سلسلة الانمي ابدا.

## الاستقبال
تلقت سلسلة ساموراي تشامبلوو تقبلا نقديا إيجابيا كبيرا، والموسيقى بشكل عام والتي نفذت من قبل Fat Jon و forces of nature و Tsutchie ونوجابيس لاقت قبولا نقديا مرتفعا للغاية.

## وصلات خارجية
- ساموراي تشامبلو على موقع IMDb (الإنجليزية)
- ساموراي تشامبلو على موقع ميتاكريتيك (الإنجليزية)
- ساموراي تشامبلو على موقع نتفليكس (الإنجليزية)
- ساموراي تشامبلو على موقع نتفليكس (الإنجليزية)
- ساموراي تشامبلو على موقع ليتربوكسد (الإنجليزية)
- ساموراي تشامبلو على موقع كينوبويسك (الروسية)
- ساموراي تشامبلو على موقع قاعدة بيانات الفيلم (الإنجليزية)
- ساموراي تشامبلو على موقع ANN anime (الإنجليزية)

- الموقع الرسمي الياباني
- مجموعة من صور ساموراي تشامبلو